# Créssida (satélite)
Créssida é um satélite natural interno de Urano. Foi descoberto com imagens tiradas pela sonda Voyager 2 em 9 de janeiro de 1986 e recebeu a designação provisória de S/1986 U 3. Recebeu o nome de uma personagem da peça Troilus and Cressida, de William Shakespeare. Créssida também é chamada de Urano IX.
Pouco se sabe sobre Créssida além de sua órbita, diâmetro médio de 79,6 km e albedo geométrico de 0,08. Nas imagens da Voyager 2 Créssida aparece como um objeto alongado com seu eixo maior apontando em direção a Urano. A razão dos eixos de Créssida é de 0,8 ± 0,3. Sua superfície tem coloração cinza.
A órbita de Créssida está próxima de uma ressonância 3:2 com o anel η, um dos anéis de Urano. Perturbações na forma do anel fornecem um método de medir a massa e densidade da lua, que foram calculadas em 2,5±0,4×1017 kg e 0,86 ± 0,16 g/cm3, respectivamente. Créssida é o único satélite interno de Urano com uma medição direta de sua massa e densidade. A densidade encontrada é inferior à de Miranda, a menor das grandes luas de Urano, mas é cerca de 50% superior à dos satélites internos de Saturno de tamanho similar, indicando que Créssida, e as luas de Urano de forma geral, ou têm uma porosidade menor que das luas de Saturno ou têm mais rocha na sua composição.
Créssida pertence ao grupo de satélites Pórcia, com órbitas e propriedades fotométricas similares, o qual também inclui Bianca, Desdémona, Julieta, Pórcia, Rosalinda, Cupido, Belinda e Perdita. A proximidade entre esses satélites significa que eles estão constantemente perturbando uns aos outros, resultando em órbitas instáveis e eventuais colisões. Simulações indicam que Créssida provavelmente colidirá com Desdémona em uma escala de tempo de 100 mil a 10 milhões de anos.